# Sirella
 (janvier 2016).
Sirella est un spectacle se déroulant à la fois dans l’eau, sur terre et dans les airs. Ce spectacle créé par 
Muriel Hermine, ancienne championne française de natation synchronisée, raconte la légende de Sirella, une sirène dont la capture par les hommes va provoquer la colère des dieux.

## Les débuts du spectacle
En 1989, Muriel Hermine met fin à sa carrière sportive professionnelle. C’est alors, que lui vient l’idée de présenter un spectacle à partir d’une histoire écrite par elle-même : La légende de Sirella. 
Muriel Hermine a l’ambition de présenter ce spectacle dans les airs, sur terre mais également dans l’eau. Cette idée consistant à présenter un show dans une salle de spectacle en alliant des chorégraphies non seulement sur terre, dans les airs mais aussi dans l’eau constitue une innovation majeure dans le monde du spectacle.
L’une des rencontres clefs qui a permis de faire aboutir ce projet a été la rencontre avec Bernard Monge, directeur de la communication d’Électricité de France et de Alain de Greef, directeur des programmes de Canal+.
En avril 1991, le Zénith de Paris est réservé. Francis Morane, metteur en scène de renom, spécialiste des grands spectacles en salle et en plein air accepte de mettre en scène le spectacle.
Le projet voit enfin le jour le 11 octobre 1991. Sirella rencontre un succès tel auprès du public français que le nombre de séances prévues s’avère très vite insuffisant et le spectacle nécessite donc d’être prolongé[réf. nécessaire].

### Tournée française
En 1992, Muriel Hermine reprend la mise en scène. Le spectacle est retravaillé. Après deux mois de répétitions, il part en tournée dans les 10 principales villes françaises. 
Près de 150 000 spectateurs viennent admirer cette nouvelle version. L'équipe technique est capable de monter les installations aériennes, les décors, de construire un bassin de 600 000 litres d'eau, l'étancher, le filtrer, le chauffer en 36 heures. Onze semi-remorques et 90 personnes sont sur la route chaque semaine.

### Tournée japonaise
En 1994, la chaîne de TV japonaise Kansaï TV produit Sirella dans les six principales villes japonaises. Les budgets japonais sont tels que le spectacle acquiert une dimension internationale. Près de 500 000 spectateurs japonais viennent admirer la nouvelle version, très internationalisée à Osaka, Tokyo, Fukuoka, Hiroshima, Sapporo et Nagoya.